# アドマイヤメイン
アドマイヤメイン（英: Admire Main、中: 至愛、2003年 - ）とは日本の競走馬である。おもな勝ち鞍に2006年の青葉賞 (GII) 、毎日杯 (GIII) 。
2003年当歳のセレクトセールにおいて1億3900万円で落札された。同世代でクラシック戦線を戦った馬主が同じアドマイヤムーンとは対照的に、逃げを得意とした。2009年より種牡馬となった。馬名の由来は冠名アドマイヤ+中心となる、の意である。

## 戦績

### 2005年
2005年9月18日の阪神競馬第5競走で、鞍上に武豊を迎え単勝1番人気でデビューするが、2馬身近く離され敗れる。続く京都での未勝利戦では単勝オッズ1.1倍という圧倒的1番人気に応え、2着に6馬身差をつけての勝利。しかし続く黄菊賞はグロリアスウィークの2着、エリカ賞はサクラメガワンダーの3着、オープンクラスのホープフルステークスはニシノアンサーの4着と勝ち切れないレースが続き、デビューから5戦すべてで1番人気に推されてきたが1勝しかできないまま2005年を終える。

### 2006年
2006年初戦は初の重賞挑戦となったきさらぎ賞。以前敗れたグロリアスウィークやのちにニュージーランドトロフィーを制するマイネルスケルツィ、皐月賞優勝馬となるメイショウサムソンなどが参戦するなか4番人気に推されたが、結果はドリームパスポートの5着に敗れる。しかし次走の500万下戦を1番人気に応えて9馬身差で逃げ切り勝ちし、2勝目を飾る。続く毎日杯では主戦騎手の武豊がドバイミーティングに出場するため、初めて鞍上が福永祐一に乗り替わる。しかしここでも逃げ切り1番人気に応え重賞初勝利を飾る。そしてふたたび鞍上に武豊を迎え、ダービートライアルの青葉賞に出走、またも逃げを打ちレースレコードで勝利し、東京優駿（日本ダービー）への優先出走権を得た。本番では武豊がアドマイヤムーンに騎乗するため、初めて鞍上に柴田善臣を迎えた。そして逃げを打ったものの、最後の直線でメイショウサムソンに交わされ2着に敗れた。
秋初戦は武豊を鞍上に戻し菊花賞トライアルの神戸新聞杯 (GII) に出走。2番人気となり、メイショウサムソンとの直線勝負が期待されたが、不利が重なり7着に敗れた。そして菊花賞に挑戦。序盤からハイペースで飛ばし、一時は後続に10馬身以上の差をつける大逃げに出て勝利を狙ったものの、最後は力尽き3着に敗れた。当時の京都開催の高速馬場とアドマイヤメインが作ったペースによって、勝ちタイムは3分2秒7（勝ち馬、ソングオブウインド）と京都競馬場芝3000メートルでのレコードタイムとなった。
その後は香港ヴァーズに出走。Ouija Board（ウィジャボード）の出走取り消しにより1番人気に推される。レースは菊花賞とは異なり後続を引き付けての逃げとなったが、最後は力尽き8着に敗れた。続いての有馬記念では武豊がディープインパクトに騎乗するため柴田善臣に乗り替わりとなり、菊花賞以来の大逃げをレース前に宣言。しかし2周目第3コーナーで後続に捕まり、最後は9着に敗れた。

### 2007年
年明けからしばらくの間、疲労のため放牧に出されていたが、金鯱賞で復帰。毎日杯以来となる、福永祐一を鞍上に迎えてのレースとなった。レースでは2番手を進み、第4コーナーに入るが、まったく粘ることができず10着に敗れた。続いての宝塚記念ではレース前から逃げ宣言をするものの、レースではローエングリンに先手を取られ、2番手から進めたが、結果は17着に敗れた。レース後は放牧に出され、秋に帰厩した。12月のディセンバーステークスで復帰を果たしスタートがあまり良くなかったが、押して先頭に並びかけ、そのままヨイチサウスとともに後続に大きな差をつけて逃げる展開となる。直線ではヨイチサウスを離して先頭に立つものの、後続に捕まり4着に敗れた。

### 2008年
アメリカジョッキークラブカップから始動するがこのころから自らレースをやめてしまう癖が出て12着に、続く大阪杯では8着、天皇賞（春）では14着だった。秋初戦の朝日チャレンジカップでは自らレースをやめる癖がなくなる傾向にあり、6着と復調気配を見せ、続くアイルランドトロフィーでは5着だった。レース後の10月29日に、左前浅屈腱炎を発症していたと発表され、全治9か月以上の休養を要する見込みとなった。しかしその後、2009年2月5日付けで日本中央競馬会 (JRA) の競走馬登録を抹消され、現役を引退した。

## 種牡馬時代
2009年から北海道安平町の社台スタリオンステーションにて種牡馬となったが、同年5月に日本での種付業務を終了し、翌6月に南アフリカ共和国に輸出された。現在は同国のサマーヒルスタッドに繋養されている。

## 競走成績
| 年月日 | 年月日 | 年月日 | 競馬場 | 競走名        | 格      | 頭 数 | 枠 番 | 馬 番 | オッズ （人気） | 着順 | 騎手     | 斤量 | 距離（馬場）  | タイム （上り3F） | タイム 差 | 勝ち馬/（2着馬）       |
| 2005   | 9.     | 18     | 阪神   | 2歳新馬       |         | 13    | 1     | 1     | 2.9（1人）      | 2着  | 武豊     | 54   | 芝1600m（良） | 1:36.7 (36.3)     | 0.3       | トーヨースルーオ       |
|        | 10.    | 8      | 京都   | 2歳未勝利     |         | 10    | 7     | 8     | 1.1（1人）      | 1着  | 武豊     | 55   | 芝1600m（良） | 1:35.3 (34.6)     | -1.0      | （シゲルシテカブ）     |
|        | 11.    | 13     | 京都   | 黄菊賞        | 500万下 | 10    | 7     | 7     | 1.6（1人）      | 2着  | 武豊     | 55   | 芝1800m（良） | 1:50.2 (34.1)     | 0.3       | グロリアスウィーク     |
|        | 12.    | 10     | 阪神   | エリカ賞      | 500万下 | 10    | 8     | 9     | 1.5（1人）      | 3着  | 武豊     | 55   | 芝2000m（良） | 2:03.6 (35.4)     | 0.2       | サクラメガワンダー     |
|        | 12.    | 25     | 中山   | ホープフルS   | OP      | 7     | 3     | 3     | 2.6（1人）      | 4着  | 武豊     | 55   | 芝2000m（良） | 2:03.9 (36.0)     | 0.3       | ニシノアンサー         |
| 2006   | 2.     | 12     | 京都   | きさらぎ賞    | GIII    | 12    | 2     | 2     | 5.6（4人）      | 5着  | 武豊     | 56   | 芝1800m（良） | 1:47.8 (35.0)     | 0.4       | ドリームパスポート     |
|        | 3.     | 4      | 阪神   | 3歳500万下    |         | 9     | 8     | 10    | 1.6（1人）      | 1着  | 武豊     | 56   | 芝2000m（良） | 2:00.9 (36.5)     | -1.5      | （アペリティフ）       |
|        | 3.     | 25     | 阪神   | 毎日杯        | GIII    | 15    | 7     | 12    | 2.3（1人）      | 1着  | 福永祐一 | 56   | 芝2000m（良） | 2:00.5 (35.9)     | -0.2      | （インテレット）       |
|        | 4.     | 29     | 東京   | 青葉賞        | GII     | 17    | 3     | 6     | 2.4（1人）      | 1着  | 武豊     | 56   | 芝2400m（良） | 2:25.3 (35.3)     | -0.7      | （マイネルアラバンサ） |
|        | 5.     | 28     | 東京   | 東京優駿      | GI      | 18    | 3     | 6     | 6.4（4人）      | 2着  | 柴田善臣 | 57   | 芝2400m（稍） | 2:28.0 (35.4)     | 0.1       | メイショウサムソン     |
|        | 9.     | 24     | 中京   | 神戸新聞杯    | GII     | 16    | 8     | 16    | 3.6（2人）      | 7着  | 武豊     | 56   | 芝2000m（良） | 1:58.4 (35.5)     | 0.3       | ドリームパスポート     |
|        | 10.    | 22     | 京都   | 菊花賞        | GI      | 18    | 3     | 5     | 6.2（3人）      | 3着  | 武豊     | 57   | 芝3000m（良） | 3:03.0 (35.9)     | 0.3       | ソングオブウインド     |
|        | 12.    | 10     | 沙田   | 香港ヴァーズ  | G1      | 9     | 3     | 10    | 2.3（1人）      | 8着  | 武豊     | 55   | 芝2400m（良） | 2:29.1（ -）      | 2.0       | Collier Hill           |
|        | 12.    | 24     | 中山   | 有馬記念      | GI      | 14    | 6     | 10    | 35.4（7人）     | 9着  | 柴田善臣 | 55   | 芝2500m（良） | 2:32.8 (36.3)     | 0.9       | ディープインパクト     |
| 2007   | 5.     | 26     | 中京   | 金鯱賞        | GII     | 12    | 8     | 11    | 4.2（2人）      | 10着 | 福永祐一 | 57   | 芝2000m（良） | 1:58.3 (36.8)     | 1.1       | ローゼンクロイツ       |
|        | 6.     | 24     | 阪神   | 宝塚記念      | GI      | 18    | 5     | 10    | 58.2（12人）    | 17着 | 川田将雅 | 58   | 芝2200m（稍） | 2:18.2 (42.4)     | 5.8       | アドマイヤムーン       |
|        | 12.    | 15     | 中山   | ディセンバーS | OP      | 16    | 4     | 7     | 3.7（2人）      | 4着  | 川田将雅 | 57   | 芝1800m（良） | 1:48.0 (37.8)     | 0.7       | サイレントプライド     |
| 2008   | 1.     | 27     | 中山   | AJCC          | JpnII   | 16    | 4     | 7     | 6.5（4人）      | 12着 | 田中勝春 | 57   | 芝2200m（良） | 2:15.1 (37.6)     | 1.5       | エアシェイディ         |
|        | 4.     | 6      | 阪神   | 大阪杯        | GII     | 11    | 8     | 10    | 55.9（9人）     | 8着  | 川田将雅 | 57   | 芝2000m（良） | 1:59.4 (34.9)     | 0.7       | ダイワスカーレット     |
|        | 5.     | 4      | 京都   | 天皇賞（春）  | GI      | 14    | 4     | 6     | 43.4（11人）    | 14着 | 福永祐一 | 58   | 芝3200m（良） | 3:19.0 (38.1)     | 3.9       | アドマイヤジュピタ     |
|        | 9.     | 15     | 阪神   | 朝日CC        | GIII    | 13    | 6     | 9     | 13.9（5人）     | 6着  | 川田将雅 | 56   | 芝2000m（良） | 1:59.2 (34.6)     | 0.7       | ドリームジャーニー     |
|        | 10.    | 18     | 東京   | アイルランドT | OP      | 16    | 5     | 10    | 8.6（4人）      | 5着  | 川田将雅 | 57   | 芝2000m（良） | 1:59.2 (33.8)     | 0.9       | オペラブラーボ         |

## 血統表
| アドマイヤメインの血統サンデーサイレンス系（ヘイルトゥリーズン系）／アウトブリード | アドマイヤメインの血統サンデーサイレンス系（ヘイルトゥリーズン系）／アウトブリード | アドマイヤメインの血統サンデーサイレンス系（ヘイルトゥリーズン系）／アウトブリード | （血統表の出典）   | （血統表の出典） |
| 父 *サンデーサイレンス Sunday Silence 1986 青鹿毛 アメリカ                         | 父の父Halo 1969 黒鹿毛 アメリカ                                                    | Hail to Reason 1958                                                                | Turn-to            | Turn-to          |
| 父 *サンデーサイレンス Sunday Silence 1986 青鹿毛 アメリカ                         | 父の父Halo 1969 黒鹿毛 アメリカ                                                    | Hail to Reason 1958                                                                | Nothirdchance      |                  |
| 父 *サンデーサイレンス Sunday Silence 1986 青鹿毛 アメリカ                         | 父の父Halo 1969 黒鹿毛 アメリカ                                                    | Cosmah 1953                                                                        | Cosmic Bomb        | Cosmic Bomb      |
| 父 *サンデーサイレンス Sunday Silence 1986 青鹿毛 アメリカ                         | 父の父Halo 1969 黒鹿毛 アメリカ                                                    | Cosmah 1953                                                                        | Almahmoud          |                  |
| 父 *サンデーサイレンス Sunday Silence 1986 青鹿毛 アメリカ                         | 父の母Wishing Well 1975 鹿毛 アメリカ                                              | Understanding 1963                                                                 | Promised Land      | Promised Land    |
| 父 *サンデーサイレンス Sunday Silence 1986 青鹿毛 アメリカ                         | 父の母Wishing Well 1975 鹿毛 アメリカ                                              | Understanding 1963                                                                 | Pretty Ways        |                  |
| 父 *サンデーサイレンス Sunday Silence 1986 青鹿毛 アメリカ                         | 父の母Wishing Well 1975 鹿毛 アメリカ                                              | Mountain Flower 1964                                                               | Montparnasse       | Montparnasse     |
| 父 *サンデーサイレンス Sunday Silence 1986 青鹿毛 アメリカ                         | 父の母Wishing Well 1975 鹿毛 アメリカ                                              | Mountain Flower 1964                                                               | Edelweiss          |                  |
| 母 プロモーション 1994 鹿毛 北海道早来町                                           | 母の父*ヘクタープロテクター Hector Protector 1988 栗毛 アメリカ                    | Woodman 1983                                                                       | Mr. Prospector     | Mr. Prospector   |
| 母 プロモーション 1994 鹿毛 北海道早来町                                           | 母の父*ヘクタープロテクター Hector Protector 1988 栗毛 アメリカ                    | Woodman 1983                                                                       | *プレイメイト      |                  |
| 母 プロモーション 1994 鹿毛 北海道早来町                                           | 母の父*ヘクタープロテクター Hector Protector 1988 栗毛 アメリカ                    | Korveya 1982                                                                       | Riverman           | Riverman         |
| 母 プロモーション 1994 鹿毛 北海道早来町                                           | 母の父*ヘクタープロテクター Hector Protector 1988 栗毛 アメリカ                    | Korveya 1982                                                                       | Konafa             |                  |
| 母 プロモーション 1994 鹿毛 北海道早来町                                           | 母の母*アサーション Assertion 1987 鹿毛 イギリス                                   | Assert 1979                                                                        | Be My Guest        | Be My Guest      |
| 母 プロモーション 1994 鹿毛 北海道早来町                                           | 母の母*アサーション Assertion 1987 鹿毛 イギリス                                   | Assert 1979                                                                        | Irish Bird         |                  |
| 母 プロモーション 1994 鹿毛 北海道早来町                                           | 母の母*アサーション Assertion 1987 鹿毛 イギリス                                   | Yes Please 1976                                                                    | Mount Hagen        | Mount Hagen      |
| 母 プロモーション 1994 鹿毛 北海道早来町                                           | 母の母*アサーション Assertion 1987 鹿毛 イギリス                                   | Yes Please 1976                                                                    | Thankfull F-No.1-o |                  |

- 母プロモーションは1997年クイーンステークスの勝ち馬。
- 母の半妹ジェイズジュエリーの産駒（本馬のいとこで、本馬とは同年齢）にアドマイヤジュピタ（天皇賞（春）、アルゼンチン共和国杯）がいる。